# ペイパルマフィア
ペイパルマフィア（PayPal Mafia）は、2002年のeBayによるPayPal買収以後、サービスやシステムを通じて社会あるいはビジネスを変動させた元PayPal出身者らのグループである。サービスにはYouTube、テスラ、LinkedIn、パランティア・テクノロジーズ、スペースX、Affirm、Slide、Kiva、Yelp及びYammerが含まれる。メンバーの多くは、研究のある時点においてスタンフォード大学やイリノイ大学アーバナ・シャンペーン校に通っていた。

## 歴史
当初、PayPalはコンフィニティ（1999年にX.comに買収された）という会社が提供する送金サービスであった。のちにX.comは名前をPayPalに変更し、2002年にeBayにより買収された。
PayPalの元からの従業員はeBayの伝統的な企業文化に適応するのに苦労し、4年以内に最初の50人の従業員のうち12人は残ったが、他全員が離職した。離職した者たちは離職後も社会的及びビジネス上の知人としてのつながりを続け、その後協力して新しい会社やベンチャー企業を設立した。このPayPalの「同窓生」は非常に多作となり、ペイパルマフィアという語が作られた。この用語は雑誌『フォーチュン』の2007年の記事で見出しに使用され、ギャングの服装の元PayPal従業員の写真が掲載されたときに、さらに知られるようになった。
元PayPal社員の絆は退社後も強く残っており、ペイパルマフィアの「ドン」と呼ばれるペイパル創業者・元CEOのピーター・ティールは、旧社員の新ビジネスの立ち上げ時には必ずといっていいほど投資している。「PayPalの絆がビジネスを動かしてるんだよ」とマックス・レフチンはある雑誌にコメントしている。

## メンバー
メディアによりペイパルマフィアのメンバーとして言及されている人物は以下のとおりである。
- ピーター・ティール - PayPalの創業者でペイパルマフィアのドンと呼ばれることもある元CEO。Facebookの初期投資家であり、パランティア・テクノロジーズの創業者。イーロン・マスクが主導する政府効率化省（DOGE）の運営に協力している。
- マックス・レヴチン - PayPalの創業者で最高技術責任者。Yelpの初期投資家であり、アファームを創業。
- イーロン・マスク - コンフィニティを買収したX.comの創業者。後にテスラの初期投資家となり、スペースX、ニューラリンク、OpenAI、The Boring Companyを設立した。テスラに買収される前にはSolarCityのチェアマンを務めていた。2025年には第2次トランプ政権下でドナルド・トランプ大統領の上級顧問と政府効率化省（DOGE）の事実上の長を務めた[9][10]。
- デービッド・サックス（英語版） - PayPalの元COOであり、後にGeni.comやYammerを設立した。第2次ドナルド・トランプ政権のAI・暗号資産責任者。
- en:Scott Banister - PayPalの初期の顧問及び取締役[11]
- en:Roelof Botha - PayPalの元CFOで、後にベンチャーキャピタルであるセコイア・キャピタルのパートナー兼Senior Stewardとなった。
- スティーブ・チェン - PayPalの元エンジニアでYouTubeの共同設立者
- リード・ギャレット・ホフマン - 元エグゼクティブ・ヴァイスプレジデントで、LinkedInを設立し、FacebookやAviaryの初期投資家
- en:Ken Howery - PayPalの元CFOでFounders Fundのパートナー
- チャド・ハーリー - PayPalの元ウェブデザイナーでYouTubeの共同設立者
- en:Eric M. Jackson - The PayPal Warsの著者でWND BooksのCEOでCapLinkedの共同設立者
- ジョード・カリム - PayPalの元エンジニアでYouTubeの共同設立者
- Jared Kopf - 元PayPal（ピーター・ティールのエグゼクティブアシスタント）で、Slide, HomeRun, NextRollの共同設立者
- en:Dave McClure - 元PayPalマーケティングディレクターで、スタートアップ企業のスーパーエンジェル投資家
- Andrew McCormack - Valar Venturesの共同設立者
- en:Luke Nosek - PayPalの共同設立者であり、マーケティングと戦略の元ヴァイスプレジデントであり、ピーター・ティールとKen HoweryとともにFounders Fundのパートナー
- en:Keith Rabois - PayPalの元エグゼクティブ。LinkedIn、Slide、Square、Khosla Ventures、Founders Fundで働き、Tokbox, Xoom, Slide, LinkedIn, Geni, Room 9 Entertainment, YouTube, Yelpに個人的に投資した。
- Jack Selby - PayPalのコーポレート及びインターナショナルデベロップメントの元ヴァイスプレジデント。ピーター・ティールとともにClarium Capitalの共同設立者。後にGrandmaster Capital Managementのマネージングディレクター。
- en:Premal Shah - PayPalの元プロダクトマネージャー。Kiva.orgの創設者でプレジデント
- en:Russel Simmons - PayPalの元エンジニアでYelpの共同設立者
- en:Jeremy Stoppelman - PayPalのテクノロジーの元ヴァイスプレジデントで、Yelpの共同設立者
- en:Yishan Wong - PayPalの元エンジニアリングマネージャー。後にFacebookに勤務し、RedditのCEO
- Dan Chan - IPO前のPayPalの従業員[12]。Buzzfeedが"Silicon Valley's Favorite Magician"と呼び[13]、Business InsiderがBillionaires' Magicianと呼んだ[14]。

## レガシー
ペイパルマフィアは、2001年のインターネット・バブル以降後の消費者中心のインターネット企業の再興を刺激したとされることがある。ペイパルマフィアの現象は、ショックレー半導体研究所を離れフェアチャイルドセミコンダクターを設立したエンジニアにより1960年代後半にインテルが設立されたことと比較されてきた。彼らはジャーナリストのSarah Lacyの著書Once You're Lucky, Twice You're Goodで議論されている。Lacyによると、PayPalでの選択プロセスと技術教育が役割を果たしたが、彼らの後の成功の背後にある主な要因はそこで得た自信であった。彼らの成功はその若さ、物理的で文化的で経済的なシリコンバレーのインフラ、スキルセットの多様性に起因する。PayPalの設立者は従業員間の緊密な社会的結合を奨励し、その多くがPayPalを離れた後も互いに信頼し支えあっていた。激しい競争環境と多くの挫折があった中で会社を存続させてきた共通の闘争も、元従業員の間の強く永続的な友情に貢献した。